# Michał Apollo
Michał Apollo (ur. w 1981 w Gorlicach) – polski naukowiec, alpinista, ultra-maratończyk, podróżnik i działacz organizacji pozarządowych.
Michał Apollo jest adiunktem w Instytucie Nauk o Ziemi na Uniwersytecie Śląskim w Katowicach, członkiem zwyczajnym Global Justice Program na Uniwersytecie Yale (New Haven, USA). W latach 2021–2023 był naukowcem wizytującym na Uniwersytecie Hainan – Arizona State University Joint International Tourism College (Haikou, Chiny) oraz naukowcem wizytującym w Center for Tourism Research na Uniwersytecie Wakayama (Japonia). Tytuł doktora nauk o Ziemi w zakresie geografii uzyskał na Uniwersytecie Pedagogicznym w Krakowie, był też zatrudniony na tej uczelni do 2022 roku. Ukończył też studia podyplomowe Global Development w Instytucie Studiów Regionalnych i Globalnych na Uniwersytecie Warszawskim, a także Climate Change na Uniwersytecie Oxfordzkim. Jest edytorem serwisu YouTube Global Justice Program (Uniwersytet Yale), dla którego tworzy filmy z najlepszymi naukowcami świata, m.in. Noam Chomsky, Jeffry Sachs czy Thomas Pogge. Jest edytorem (z Thomas Pogge) czasopisma zajmującego się biedą – ASAP Journal. W czasopiśmie Frontiers in Sustainable Tourism (edytor prowadzący C. Michael Hall) jest edytorem (z Heike Schanzel) sekcji Social Impact of Tourism.Jest autorem ponad 100 prac naukowych. Recenzuje prace dla najlepszych czasopism naukowych świata. Zasiada w kilku radach naukowych.

## Działalność sportowa
Poza działalnością naukową (obszar badań: system człowiek – środowisko wysokogórskie), Apollo jest podróżnikiem (odwiedził ponad 50 krajów na 6 kontynentach), alpinistą (kilka nowych dróg wspinaczkowych, w tym pierwsze wejście na dwa niezdobyte szczyty w Himalajach: w 2006 r. Masala Peak, a w 2012 r. Forgotten Peak w dolinie Miyar), ultra maratończykiem  (m.in. ukończony bieg 100-milowy, wbiegł na najwyższy szczyt Ameryki Południowej, Aconcaguę w 7h, najwyższy szczyt Dominikany, Pico Duarte w 10h, czy najwyższy szczyt Borneo, Mount Kinabalu w 5h), nurkiem (AOWD), fotografem (kilka wystaw fotograficznych), popularyzatorem nauki (kilkaset wykładów popularnonaukowych) i działaczem organizacji pozarządowych. 

## Działalność społeczna
W 2021 roku był jednym z założycieli, a następnie został wiceprzewodniczącym związku zawodowego Inicjatywa Pracownicza przy Uniwersytetem Pedagogicznym w Krakowie. Za obronę praw pracowniczych zmuszony przez władze uczelni do odejścia z Uniwersytetu Pedagogicznego w Krakowie. 
Apollo jest członkiem zarządu międzynarodowej organizacji pozarządowej Academics Stand Against Poverty (ASAP) zarejestrowanej w New Haven, USA . 

## Uzyskane nagrody i stypendia
- W 2025 roku zajął 3 miejsce w rankingu 100 najlepszych naukowców w Polsce w 2025 w kategorii Nauki społeczne / Turystyka i gościnność[23]
- W 2024 roku zajął 5 miejsce w rankingu 100 najlepszych naukowców w Polsce w 2024 w kategorii Nauki społeczne / Turystyka i gościnność[24].
- W 2024 roku otrzymał stypendium Ministra Nauki RP dla Wybitnych Młodych Naukowców[25].
- W 2022 roku odbył staż na Uniwersytecie Yale - finansowanie w ramach środków Inicjatywy Doskonałości Badawczej Uniwersytetu Śląskiego w Katowicach[26].
- W 2022 roku otrzymał grant Narodowego Centrum Nauki[27].

- W 2014 roku otrzymał tytuł Człowieka roku 2013 przyznawanego przez Gazetę Krakowską[28].
- W 2006 roku za dokonanie pierwszego wejścia na Masala Peak w Himalajach był nominowany został do nagrody polskiego środowiska wspinaczkowego Polskiego Związku Alpinizmu „Jedynka”[29].

## Wybrane publikacje
- Apollo, M., Wengel, Y. Pogge, T. (Eds.) (2025). Pro-Poor Mountain Tourism. New York: Routledge.
- Apollo, M. & Wengel, Y. (2022). Mountaineering Tourism: A Critical Perspective. London: Routledge.
- Apollo, M., Andreychouk, V. (2022). Mountaineering Adventure Tourism and Local Communities: Social, Environmental and Economic Interactions. Cheltenham: Edward Elgar.
- Apollo, M. (2021). Environmental Impacts of Mountaineering: A Conceptual Framework. Cham: Springer.
- Apollo, M. & Moolio, P. (Eds.) (2022). Poverty and Development: Problems and Prospects. Bristol: Channel View Publications.
- Jones, T., Bui, H. & Apollo, M. (Eds.) (2021). Nature-Based Tourism in Asia’s Mountainous Protected Areas: A Trans-regional Review of Peaks and Parks. Cham: Springer.
- Apollo, M. & Krupska-Klimczak, M. (Eds.) (2019). Poland and Ukraine: Problems and prospects. Kraków: Wydawnictwo Naukowe Uniwersytetu Pedagogicznego.